# Grecia en los Juegos Olímpicos de San Luis 1904
Grecia estuvo representada en los Juegos Olímpicos de San Luis 1904 por un total de 14 deportistas que compitieron en 3 deportes.  

## Medallistas
El equipo olímpico griego obtuvo las siguientes medallas:
| Nombre              | Deporte      | Competición                   |
| ------------------- | ------------ | ----------------------------- |
| Oro                 |              |                               |
| Periklís Kakusis    | Halterofilia | Levantamiento con dos manos M |
| Plata               |              |                               |
| —                   |              |                               |
| Bronce              |              |                               |
| Nikólaos Yeorgantás | Atletismo    | Disco M                       |